# 江口寿史
江口 寿史（えぐち ひさし、1956年3月29日 - ）は、日本の漫画家・イラストレーター。男性。妻は元アイドルの水谷麻里。血液型O型。代表作に『ストップ!! ひばりくん!』、『すすめ!!パイレーツ』、『江口寿史の爆発ディナーショー』など。女性画に定評がある。

## 経歴・人物

### 生い立ち
熊本県水俣市生まれ。1963年に放映が始まったTVアニメーション『鉄腕アトム』で漫画の存在を知り、さらに雑誌『少年』の『鉄腕アトム』の連載により漫画に夢中になる。読み始めの頃、一番好きだったのは同誌連載の関谷ひさしの『ストップ!にいちゃん』だったという。少しのちにちばてつやの大ファンとなる。
中学2年生の終わりに父親の転勤で千葉県野田市に転居。千葉県立柏高等学校卒業。浪人後、デザイン専門学校に入学するが、漫画を描くための勉強という名目で、名画座で映画ばかり見ていた。
1977年、映画『狼たちの午後』から、子供が銀行を襲うストーリーを思いつき、約3か月かけて描いた『恐るべき子どもたち』を集英社に送ったところ、ヤングジャンプ賞（月例新人賞）に入選。同年、『8時半の決闘』が第6回赤塚賞準入選。

### 漫画家デビュー
「週刊少年ジャンプ」1977年5月23日号に『恐るべき子どもたち』が掲載され、デビューを飾る。『8時半の決闘』も同年7月11日号に掲載され、10月9日号から『すすめ!!パイレーツ』の連載を開始する。『パイレーツ』の後期より扉絵の構図などにイラストレーションとして見せる為の工夫が見られ始める。
初期のころは山上たつひこの影響を大いに受けていたようで、「すすめ!!パイレーツ」では、「がきデカ」へのオマージュのようなシーンが随所にみられる。
1978年、『名探偵はいつもスランプ』で第6回愛読者賞を受賞。1979年、大友克洋の初単行本『ショート・ピース』が刊行。同作品に衝撃を受ける。「自分の絵があまりに古臭く思え」、そこから絵に対する関心が強くなり、同年創刊の雑誌『イラストレーション』を愛読するようになる。

### ストップ!! ひばりくん!の大ヒット
1981年、「週刊少年ジャンプ」1月26日号から『ひのまる劇場』を連載。同年10月19日号から、自身の最大のヒット作となる『ストップ!! ひばりくん!』の連載を開始。この頃より筆の遅さが目立ち始め、また「白いワニ」に比喩される「真っ白な原稿」=「ネタ切れ」にも悩まされる様になる。結果、漫画家に厳しい「ジャンプ」としては異様な観すらある破格な優遇を受けながらも『ひばりくん』を中断し、未完のまま放り出してしまう。
以降、作品の発表の場を「フレッシュジャンプ」に移し、『江口寿史の日の丸劇場』（単行本は『寿五郎ショウ』として発売）の連載を始める。この作品によって以降の江口漫画の主流となる「一話完結のショートギャグ」というスタイルを確立する。『日の丸劇場』の連載終了の翌月より同誌において、作者唯一のストーリー物の連載作品『「エイジ」』の連載を開始。第一部が終了した時点で一旦筆を休め、5年後の1990年にその後を描いた『「エイジ85」』および『「エイジ2」』の連載を始めるが3回で中断。
この頃より集英社との専属契約を終了し、フリーに。「weekly漫画アクション」（双葉社）で『エリカの星』、「ビッグコミックスピリッツ」（小学館）で『パパリンコ物語』と他社での連載を始めるが、いずれも途中で投げ出す。その中にあって、1986年から『日の丸劇場』と同じ形式で「月刊ASUKA」（角川書店）で連載された『江口寿史のなんとかなるでショ!』だけは、休載も1回に止め、円満終了を迎える。
1988年より「アクション」において、『日の丸劇場』、『なんとかなるでショ!』と同様のスタイルで『江口寿史の爆発ディナーショー』を連載。1992年に本作の単行本によって文藝春秋漫画賞を受賞する。なお、この受賞の際に選評で選考委員長の加藤芳郎に“久々の大型新人”扱いされたという逸話がある。
1989年4月 - 9月、FM東京系の深夜放送番組スーパーFMマガジン「NORU SORU」のパーソナリティを務める。

### 1990年代
1990年、交際を続けていた元アイドルの水谷麻里と結婚（江口は2度目）。この頃より、イラストレーターとしての仕事が増え、徐々に仕事の中心がイラストの方へと移って行く。
1992年、『江口寿史の爆発ディナーショー』で文藝春秋漫画賞を受賞。1995年には自ら編集長となって「COMIC CUE」を創刊。松本大洋、望月峯太郎、よしもとよしとも、魚喃キリコ、古屋兎丸などの意欲的な作家を集めるとともに、「テーマを決めての競作」「名作漫画のカバー」などの企画も行った。
1995年は「COMIC CUE」の編集の仕事があったとはいえ、発表された漫画は合計でわずか14ページであり、漫画家として事実上廃業状態となる。
しかし、1998年より「アクション」誌上において『キャラ者』の連載を開始し、連載漫画家としての復帰を果たす。毎週1ページと短く休載も多いながらも、途中で投げ出される事なく続き、掲載誌を「weelkyぴあ・関東版」（ぴあ）に移した後2008年6月まで連載され、江口にとって最長の連載期間となった。

### 2000年代
2003年より放映を開始したテレビアニメ『無人惑星サヴァイヴ』にキャラクター原案で参加。
2008年7月より「A-ZERO」にて『ゼロの笑点』を連載。月刊誌でなおかつオールカラー4ページ漫画ではあったが休載なく続き、2009年6月の本誌の休刊により終了。
2018年4月、金沢21世紀美術館にてイラストレーション展 『彼女』を開催。翌2019年より明石、しもだて（筑西市）、青森、旭川、長野、盛岡、千葉を巡回。2023年3月まで行われ、8会場あわせて12万人を越える動員を記録した。2023年3月14日から4月23日まで東京ミッドタウン日比谷にて、東京の風景に溶け込んだ“彼女”を描いた展示会『江口寿史イラストレーション展「東京彼女」』を開催した。
2021年11月13日、水俣市より観光大使第1号に任命された。
2022年3月31日発売の雑誌「昭和45年女・1970年女」vol.6より、音楽ライターの鈴木ダイスケと音楽対談『ヒサシ★ダイスケの「回転違いのズル休み」』連載開始。2023年9月より、兄弟誌の「昭和40年男」（2023年10月号 Vol.8）に移籍し、連載を続行する。
2023年9月30日から2024年2月4日まで、世田谷文学館にて「江口寿史展 ノット・コンプリーテッド」が開催された。

## 逸話
- 高校1年の時、吉田拓郎を知ってフォークに夢中になり、漫画は描かなくなった[14]。オリジナル曲を作るようになり、ラジオ番組「たむたむたいむ」の"自作自演の歌"コーナーに3曲録音したカセットテープを応募しようと試みたことがある。オリジナル曲は30曲以上制作、ギターもそれなりに弾けるようになったが、これ以上の上達は見込めないと自覚した。同級生らが受験勉強に励む傍ら、好きだった漫画をきちんと描きあげたいと奮起。19歳の時、本気で漫画家になろうと決意したという[14]。専門学校在学中に漫画家としてデビューの足掛かりを掴みたいと考えていたところ、幸いにも初めて投稿した作品がヤングジャンプ賞に入選する。
- 吉田拓郎に心酔する高校時代の自身を描いた短編「マークII」（1985年）を描いている[15]。2010年のレコード・コレクターズ増刊「日本のフォーク／ロック アルバム・ベスト100 1960-1989」で、「私のベスト1レコード/CDに、吉田のアルバム『元気です。』を挙げ、このレコードとの出会いがなかったら今の自分はないという意味で断然1位であります」と記している[16]。
- 地理には疎いようで、千葉県在住にもかかわらず、成増（東京都板橋区）を千葉県の地名だと勘違いしていた。
- 佐野元春は同い年という事もあり、敬愛するミュージシャンの一人でもある。また、対談した事もあり、佐野から「江口さんもきっと僕と同じように何かと戦っているんだと思う」と言われ、江口が答えに困ったというエピソードがある。
- 『すすめ!!パイレーツ』連載開始にあたり、編集部より10本分のストックを用意するよう言われていたが5本分しか用意できなかった。当時、千葉の実家で執筆しており、また新人作家であったことから編集者に自宅まで原稿を取りにきて貰うことに遠慮して途中の駅で落ち合い、原稿を受け渡ししていた。しかし、そのうち江口が直々に編集部に届けるようになった。やがて「自宅に帰るのが面倒。移動時間も勿体ない」と、当時週刊少年ジャンプ編集部があった集英社近くのビルの2階に設けられていた“執筆室”に寝泊まりしながら原稿を描いていた（“執筆室”は、原稿が遅れている作家が同様に利用する慣習があった。江口の他、コンタロウやゆでたまごの中井義則などが利用している）[17]。
- 『ひばりくん』連載時に、何度も原稿を落としていた事が問題視された事から「今度締切を守れなかったら坊主頭になります」と宣言したが、それが守れず、宣言通り坊主頭になった。また、『ひばりくん』の劇中には江口本人である江口"Candy"寿史（えぐち キャンディ ひさし）なる人物が登場しており、上述の通り、江口が坊主頭になった際は彼も坊主頭になっていた。
- 漫画でも、自身が遅筆である事を自虐したネタを描く事が多々あり、上述の『ひばりくん』では度々本編を無視して締切に追われたり、無理矢理ページを埋めている事を仄めかす姿が描かれ、『江口寿史のなんとかなるでショ! 』の帯には「日本一の遅筆野郎」と書かれた。
- 「ぶりっ子」のワードメーカーでもある。

## 遅筆・放棄
江口は遅筆な事で有名であるが、遅筆のエピソードとしては、「ジャンプ」の愛読者賞用の作品『POCKY』が、途中からネーム状態のまま掲載されるというものがある。そして遅筆の結果、印刷に間に合わずに休載となる事も多く、当初から不定期掲載を謳った連載も多い。
また「（連載作品）未完の帝王」との異名の通り、無事に連載が終了されている作品の多くが一話完結方式で連載されていたもので、いつでも最終回とする事ができた作品が多いのに対し、連載による継続したストーリー展開を必要とした作品については円満に終了された作品はほぼ皆無である。
1996年、『週刊ヤングジャンプ』で連載した『ラッキーストライク』にいたっては僅か3回で放棄した。
代表作の1つである『ストップ!! ひばりくん!』は長期の中断を経て、『ストップ!! ひばりくん! コンプリート・エディション』（小学館クリエイティブ刊 全3巻）において、27年越しで完結した。

### 未完のまま放棄された作品
- 「エイジ」
- パパリンコ物語
- エリカの星
- BOXERケン
- ラッキーストライク
- HOMERUN CATCHER
- うなじ
- 平成大江戸巷談 イレギュラー

## 作品リスト

### 漫画
- ◎：連載作品（年度は連載開始年）
- 《収録短編集》■：GO AHEAD!!／□：寿五郎ショウ／◆：なんとかなるでショ!／◇：爆発ディナーショー／▼：お蔵出し／●：THIS IS ROCK!!／★：自選傑作集／▽：犬の日記､くさいはなし､その他の短篇／☆：青少年のための江口寿史入門／※：単行本未収録
- 連載作品についた□・★・☆については作中の何編かが収録されている事を示し、全編を収録している訳ではない
- 《短編集以外への収録短編》1：『すすめ!!パイレーツ』に収録／2：『ひのまる劇場』に収録／3：『なんとかなったワケ!』に収録／4：KAWADE夢ムック『総集編江口寿史』に収録／5：『江口寿史の正直日記』に収録／6：吾妻ひでお著『うつうつひでお日記DX』に収録

| 1977年 - 恐るべき子ども達■ - 8時半の決闘1 - プロレス風雲録2 - すすめ!!パイレーツ◎ - 2100年宇宙ベースボール■ 1978年 - 名探偵はいつもスランプ■ 1979年 - 桜の花サイタ?■ 1980年 - GO AHEAD!!■ 1981年 - ひのまる劇場◎ - それからのパイレーツ1 - ストップ!! ひばりくん!◎ 1982年 - SPACE PIRATES▼ 1983年 - POCKY▼ - 日焼け注意報◇ - 江口寿史の日の丸劇場◎□▼★☆ 1984年 - 「エイジ」◎ - 寿五郎ショウ□★ - マークII▼ 1985年 - とにかく若大将◆ - 寿五郎の正直日記□ - ラブ & ピース◎▼ - エリカの星◎ - パパリンコ物語◎※ - DOOR※ 1986年 - 恋はガッツで◆ - 江口寿史のなんとかなるでショ!◎◆☆ - ジョージ・A・ロメオに捧ぐ◆ - THIS IS ROCK!!◎● - 恥・ず・か・し・い◇★ - あぶないしりとり◆ 1987年 - 武蔵野日記▼ - 不治は日本一の病◆ - だからいったじゃないの◆ - うしろにだれかが立っている▽ - 江口寿史の正しい漫画のかき方教室▼ - 加山美香ちゃん（17歳）が晃司について語ってくれた二、三の事情● 1988年 - 未来はパール● - 江口寿史の爆発ディナーショー◎◇★▽☆ - ご近所探検隊◎● - 百合▼ 1989年 - Red Monkey Yellow Fish● - パパリンコ物語ー予告編※ 1990年 - イーぢゃないかっ!3（『その後のわたしたち』▽） - バカッチ野球軍▼ - KV-201XR◇★☆ - 立ち喰いソバ屋のケンちゃん▼ - 「エイジ」'85▽ 1991年 - 「エイジ」2◎ - 命、果てるまで● - GOGO!! フリッパーズ● - 岡村靖幸ライブレポート● - カサブタ君▼ - 日本フェ○○○振興会▼ - BOXERケン◎ | 1992年 - ヌードラマ▼ - 最終家庭教師● - 今月のお買い物◎ - 江口寿史のBAHO LIVE見聞録● 1994年 - 犬の日記▽ - Denny's Comic◎▽ - BAHO HAPPENINGS▽ - 真夏の夜の夢▽ - P男■ - 小山田系▽ - くさいはなし▽ 1995年 - 民翁▽ - 絶食▽ 1996年 - ラッキーストライク◎※ - セクシーくの一◎▽ 1998年 - HOMERUN CATCHER（原作：高田嘉）◎※ - サインはY▽ - 火の玉ボーイとワシ▽ - キャラ者◎ - うなじ◎4 - 岡本綾☆ 2001年 - マフラーズ（原作：一条マサヒデ） 2002年 - 平成大江戸巷談 イレギュラー（原作：椿屋の源）◎※ 2003年 - 今日までそして明日から4※ - 今日は「はつね」に行こう。（ラーメン漫画大全 みんなのラーメン） - マフラーズ（原作：一条マサヒデ） - イソノの嫁（漫画アクション No.39） 2004年 - 寿丼◎ - 御一行様 - ゲームする女（週刊ファミ通832号） 2005年 - 金沢日記5 2007年 - ご近所探検隊リターンズ 闇太郎で呑む - ハタチの頃とかなんとか… - ぬいぐるみお父さんのホケン劇場!!（Web漫画，@nifty保険アドバイザー）◎※ 2008年 - うつうつひでお日記を読む6 - ゼロの笑点◎ 2009年 - 吉田戦車という名前（文藝別冊「総特集 吉田戦車」） 2011年 - ちばてつやに会った夜のこと。（文藝別冊「総特集 ちばてつや」）※ - E.T.T4コマ「セクシャル鮭ハラスNo.1」（大地丙太郎、田村信と共作）◎※ - 諸星大二郎さんのこと（文藝別冊「総特集 諸星大二郎」）※ 2013年 - ぶーしゃか不動産（ユリイカ増刊「総特集 岡村靖幸」）※ 2014年 - ター坊がきた。（大貫妙子デビュー40周年アニバーサリーブック）※ 2015年 - 金沢日記2（「正直日記」文庫版描きおろし） 2016年 - ドギワ荘の妄春（文藝別冊「総特集 山上たつひこ」）※ 2024年 - 吉祥寺23時（「トリビュートブック 100％孤独のグルメ！」）※ |

#### 単行本
ワイド版、文庫版などの同一内容の再版本は割愛
| - すすめ!!パイレーツ - ひのまる劇場 - GO AHEAD!! 短編集 - ストップ!! ひばりくん! - 「エイジ」 - 寿五郎ショウ - 江口寿史のなんとかなるでショ! - 江口寿史の爆発ディナーショー - ケンとエリカ - 江口寿史自選傑作集（日本漫画家大全・双葉社） - 江口寿史のお蔵出し（イースト・プレス） - 江口寿史のお蔵出し 夜用スーパー（イースト・プレス） - THIS IS ROCK!!（角川書店） - なんとかなったワケ!（角川書店） - 江口寿史 JUMP WORKS（全4巻、集英社インターナショナル ） | - WILL YOU PLEASE BOTTLE THE ACID?（1997年7月、マガジンハウス、著・構成担当。作画：河野哲郎） - 江口寿史の犬の日記、くさいはなし、その他の短篇（1999年1月、ベストセラーズ） - キャラ者（2000年5月、双葉社） - 青少年のための江口寿史入門 A Young Person's Guide to Eguchi Hisashi（2002年9月、KADOKAWA） - 文藝別冊 KAWADE夢ムック 総特集江口寿史（2003年1月、河出書房新社） - 江口寿史の正直日記（2005年12月、河出書房新社） - ラーメン道場やぶり（2008年11月、集英社インターナショナル、共著：徳丸真人） - 「ユリイカ」 2016年2月号 臨時増刊号 総特集＝江口寿史（2016年1月、青土社） - 江口寿史 KING OF POP Side B（2016年10月、青土社、編集：宮本大人） - This is 江口寿史!!（2023年8月、新潮社・とんぼの本、芸術新潮編集部編） |

### デザイン
- 天才・たけしの元気が出るテレビ!! オープニングアニメ（4作目作画）
- デニーズ（メニューとそのイメージキャラクターであるウエイトレスのイラスト。デニーズカードにも使用）（1992年 - 1997年、2023年9月[19] - ）
- おたくの星座（キャラクターデザイン）
  - オーロラクエスト おたくの星座 IN ANOTHER WORLD（キャラクターデザイン） - 上記作品のリメイク（PCエンジン用CD-ROM2対応版）。
- 大槻ケンヂ『グミ・チョコレート・パイン』（カバーイラスト）
- 老人Z（キャラクターデザイン）
- PERFECT BLUE（キャラクター原案）
- 恋愛講座 REAL AGE（キャラクターデザイン、1999年6月24日、PS用ソフト、イマジニア、限定版あり）
- 無人惑星サヴァイヴ（キャラクター原案）
- フィーバーガールズI（キャラクターデザイン、三共製パチンコ台）
- ワイン雑誌「Real Wine Guide」（表紙イラスト、株式会社リアルワインガイド発行、2002年より）
  - RWGオリジナルカレンダー2014（創刊からのイラストの中より厳選された13枚で構成）
- 30minutes・30minutes鬼（オープニングイラスト）
- 片腕マシンガール（イラスト、2008年）
- 古代少女ドグちゃん（イメージイラスト、2009年）
- 肥薩おれんじ鉄道ラッピング車両（2011年10月[20]）

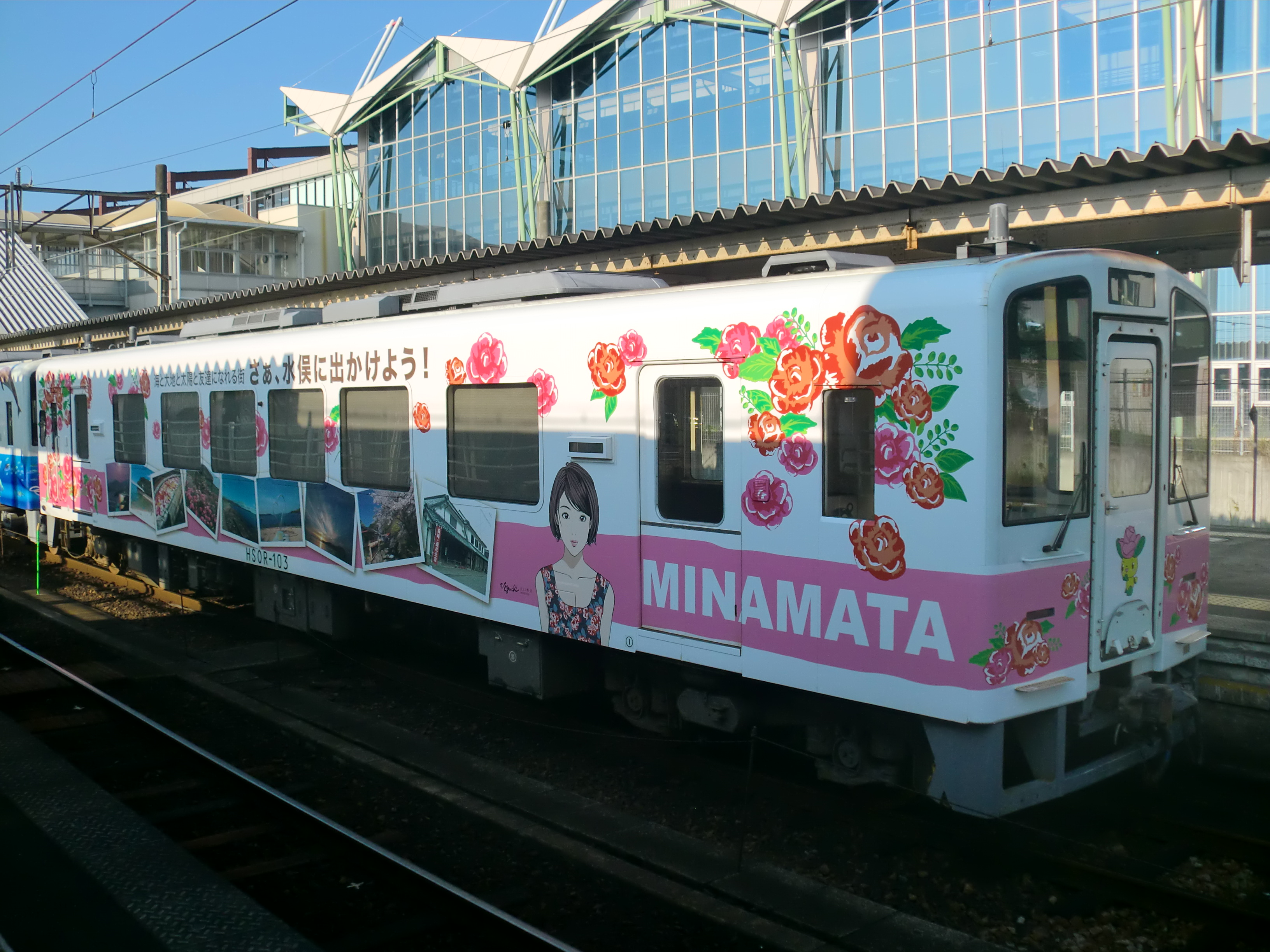
肥薩おれんじ鉄道HSOR-103 「水俣号」

- 水俣市（出身地である水俣市の観光ガイドブックの表紙、駅貼りポスターのイラスト等）
- ハロー!チャンネル vol.8（裏表紙イラスト「SG」）2012年4月25日 - 真野恵里菜とGibson SGがモチーフ
- CanCam 2014年4月号（月刊トラちゃん vol.7コラボ企画） - トラウデン直美がモチーフ
- プジョー（プジョー・208GTi のイメージイラスト及び、サイト内公開グラフィックノベル[21]（2013年6月）
- 漫画家による仏の世界展 (イラスト出品「私訳魚籃観音之図」) 2014年（3月･京都、5月･東京、8月千葉）
- 初の全国巡回作品展『江口寿史展 KING OF POP』開催 （2015年9月 - 11月 北九州市漫画ミュージアム、12月 - 2016年1月 川崎市市民ミュージアム『KING OF POP SideB』、2015年10月 - 2016年2月 明治大学米沢嘉博記念図書館）以降2017年4月まで全国7都市を巡回した。
- クレディセゾン（イメージキャラクター、2017年 - ）
  - 東池袋52 第4期Vtuberメンバーのキャラクターデザイン（2018年） - 2022年に同グループは活動を終了しているが、Vtuber・あおいのビジュアルは上記クレディセゾンのイメージキャラクターとして継続
- 紅乙女 - 紅乙女酒造のゴマ焼酎（ラベルデザイン、2019年5月）[22]
- 吉祥寺サンロード商店街 デザインフラッグなど （2019年7月 -  ）
- 水俣市 デザインマンホール（2020年3月）[23]
- Sonny Boy（キャラクター原案、2021年）[24]
- アニ×パラ〜あなたのヒーローは誰ですか〜 第13弾「パラアルペンスキー」（キャラクターデザイン、2022年）[25]
- ワコール「Wing」ナチュラルアップブラ×江口寿史（2023年1月 - ） - 実際の商品を身につけたポートレイトをイラスト化したコラボレーション企画[26]
- パイロットコーポレーション ボールペン「juice」生見愛瑠×江口寿史コラボイラストパッケージ（パッケージイラスト、2023年2月）[27]
- 桜木紫乃『妄想Radio』（カバーイラスト、2023年）
- ギブソン ブランド創設130周年スペシャルプロジェクト（スペシャルアートワーク、2024年）[28][29]
- アンジェリーナ1/3『すばらしい!! 日々!』（カバーイラスト、2024年） - アンジェリーナ1/3がモチーフ

#### ジャケットイラスト(音楽)
- パール兄弟 アルバム『ブートレグだよ』1991年6月
- BAHO(Char、石田長生) アルバム『HAPPENINGS』（ジャケットデザインも）1998年6月
- 朝日美穂、直枝正広&ブラウンノーズ アルバム『TRIBUTE TO YASUYUKI OKAMURA EP』2001年7月
- 岡村靖幸 トリビュートアルバム『どんなものでも君にかないやしない』2002年4月
- ROUND TABLE featuring Nino シングル『Sunny Side Hill』2003年10月
- 銀杏BOYZ アルバム『君と僕の第三次世界大戦的恋愛革命』2005年1月
- 吉田拓郎 アルバム『一瞬の夏』2005年3月
- MAMALAID RAG アルバム『the essential MAMALAID RAG』（ジャケットデザイン 信藤三雄）2010年4月
- DJ KAWASAKI アルバム『BLACK&GOLD』2012年3月
- SHIT HAPPENING アルバム『Lodge』（ジャケットデザインも）2012年12月
- lyrical school アルバム『date course』2013年9月
- So nice アナログシングル盤『光速道路』2014年4月
- Shiggy Jr. ミニアルバム『LISTEN TO THE MUSIC』2014年7月
- 新・チロリン アルバム『Last Pajama Party』2015年8月
- 東京スカパラダイスオーケストラ シングル『嘘をつく唇』2015年12月
- Shiggy Jr. アルバム『ALL ABOUT POP』2016年10月
- 大森靖子 アルバム『MUTEKI』2017年9月
- lyrical school アルバム『WORLD 'S END』2018年6月
- so nice RYUTist スプリットアナログシングル盤『日曜日のサマートレイン』2018年8月
- lyrical school アルバム『BE KIND REWIND』2019年9月
- SEKAI NO OWARI シングル『umbrella』2020年6月
- Pictured Resort 12インチEPアナログ盤『DYE IT BLUE』2020年8月
- 大江千里 アルバム『Class of '88』2023年5月24日[30]

#### イラスト集
- NO MATTER（1988年4月、双葉社）
- ILLUSTRATION H（1991年7月、双葉社）
- EGUCHI HISASHI WORLD 1980s（1995年8月、美術出版社）
- EGUCHI HISASHI WORLD 1990s（1995年8月、美術出版社）
- ポストカードブック ONLY IN DREAMS（1996年11月、美術出版社）
- 江口寿史 ストリップショウ H（1999年10月、美術出版社）
- 江口寿史 スクラップブック E（1999年10月、美術出版社）
- 素顔 Sugao -美少女のいる風景-（2004年9月、双葉社）
- WORKs EH 95-08（2008年10月、小学館クリエイティブ）
- KING OF POP 江口寿史 全イラストレーション集（2015年9月、玄光社） ※2冊組
- step － Eguchi Hisashi 1・2：llustration Book（2018年4月 - 2023年7月、河出書房新社）
- RECORD 1992-2020 CDジャケットアートワーク集（2020年4月、河出書房新社）
- 彼女（2021年3月、集英社インターナショナル）
- 江口寿史扉絵大全集（2023年10月、小学館）※下記に併せ刊行
  - 江口寿史展 ノット・コンプリーテッド（2023年 - 2024年、世田谷文学館）

#### アート関連の本
- 江口寿史監修ポーズ集・基本編（1994年）
- 江口寿史監修ポーズ集・動き編（1995年）
- 江口寿史監修ポーズ集・日常編（1995年）
- 江口寿史監修ポーズ集・カップル基本編（1996年）
- 江口寿史監修ポーズ集・カップル日常編（1996年）
- 江口寿史監修ポーズ集・二人のポーズカラー版（2001年、美術出版社）
- 江口寿史の塗り絵（2008年、新版2018年、河出書房新社）

#### 漫画集監修
- 日本短編漫画傑作集（2021年、小学館） - 全6巻

いしかわじゅん、江口寿史、呉智英、中野晴行、村上知彦、山上たつひこ（共同監修）

## 映像化作品

### テレビドラマ
フジテレビ・関西テレビ
- 世にも奇妙な物語シリーズ
  - 「ハイ・ヌーン」（1992年6月11日、「世にも奇妙な物語」主演：玉置浩二） - 『すすめ!!パイレーツ』収録「史上最大の生中継の巻」を改題。
  - 「ハイ・ヌーン」（2014年11月18日、「世にも奇妙な物語 25周年記念!秋の2週連続SP」主演：和田アキ子）※リメイク版
  - 「しりとり家族」「しりとり家族ふたたび」（2017年4月29日、「世にも奇妙な物語 '17春の特別編」※本編との合間の短編 主演：滝藤賢一）[31]『江口寿史の爆発ディナーショー』収録。

NHKワンセグ2
- 「キャラ者」 全3話 / ダイジェスト（2011年5月7日・14日・21日 / 28日、「青山ワンセグ開発」主演：山下リオ）

## メディア出演

### テレビドラマ
- それぞれの孤独のグルメ 第11話（テレビ東京、2024年12月14日） - 本人 役[32]

### ラジオ
- TOKYO M.A.A.D SPIN「ゆう坊&マシリトのKosoKoso放送局」（J-WAVE） - 編集者・鳥嶋和彦とゲームデザイナー・堀井雄二の番組。鳥嶋がメインMCを務める「漫画回」に出演
  - 2024年4月28日・5月26日[33][34]
  - 2025年5月24日・31日 - 漫画家の桂正和と共に出演[35]

## 江口が影響を受けた漫画家
- ちばてつや - 特に『あしたのジョー』の影響は強く、様々な作品においてボクシングが描かれている。また、初期の絵柄は、ちばの模倣から始まっている。
- 赤塚不二夫
- 山上たつひこ
- 鴨川つばめ - BSマンガ夜話の第23弾『マカロニほうれん荘』（2002年8月5日 - 8日）にゲスト出演した際、影響を受けていたことを公言した。

## アシスタント
- 西秋ぐりん
- 河野哲郎
- 一條裕子